# Black Sails
Black Sails è una serie televisiva statunitense creata da Jonathan E. Steinberg e Robert Levine per il canale via cavo Starz, trasmessa dal 25 gennaio 2014 al 2 aprile 2017 per un totale di quattro stagioni. In Italia, la serie viene trasmessa dal 22 settembre 2014 su AXN (stagioni 1-3) e Sky Atlantic (stagione 4).
La serie è l'antefatto del romanzo di Robert Louis Stevenson L'isola del tesoro.

## Trama
La vicenda, ambientata nel 1715 durante l'età d'oro della pirateria, racconta la storia della Walrus e del suo equipaggio durante la ricerca del galeone spagnolo Urca de Lima, che trasporta un ricco bottino in oro della flotta delle Indie Occidentali.
La Walrus, capitanata da James Flint insieme al nostromo Billy Bones e al cuoco di bordo John Silver, verrà affiancata dalla Ranger, dotata di una temibile ciurma composta dal capitano Charles Vane, lo scaltro quartiermastro Jack Rackham e la spietata Anne Bonny. Partendo insieme dall'isola di New Providence, che i pirati hanno reso la loro capitale, entrambi i capitani si dovranno fidare del cuoco John Silver, unico a conoscere interamente la rotta seguita dalla nave spagnola.

### Prima stagione
Le navi pirata sono all’inseguimento del galeone spagnolo Urca de Lima, che trasporta un ricco bottino in oro della flotta delle Indie Occidentali. Fra queste ci sono la Walrus, capitanata da James Flint insieme al nostromo Billy Bones e il cuoco di bordo John Silver, e la Ranger, dotata di una temibile ciurma composta dal capitano Charles Vane, lo scaltro quartiermastro Jack Rackham e la spietata Anne Bonny. John Silver è l’unico a conoscere la rotta che seguirà l’Urca e cerca di vendere l’informazione a Vane, usando come tramite la prostituta Max.
L’ex colonia inglese di Nassau sull’isola di New Providence è in mano ai pirati. Il contrabbando di merci è regolato dal nobile Richard Guthrie e sua figlia Eleanor, che operano per mantenere l’isola florida e indipendente. Gli affari dei Guthrie sono ostacolati dal governo inglese che intende stroncare le attività piratesche. Eleanor viene a sapere da Max, con cui ha una relazione saffica, dell’oro dell’Urca, e decide di unirsi a Flint per impossessarsene e avere così un’occasione per arricchire l’isola. La Walrus si allea con la Ranger per la missione, ma Eleanor scopre che Vane tiene prigioniera Max e che i suoi uomini l’hanno violentata. Eleanor spodesta Vane e gli sottrae la nave.
Rimasti senza una nave, Jack, Anne e Vane acquistano il bordello della città per poter continuare a fare affari. Tuttavia Max è ancora prigioniera della ciurma, allora Anne, mossa da compassione, decide di salvarla con l'aiuto di Jack, eliminando tutti gli uomini colpevoli degli abusi.
Richard Guthrie, ostacolato dal governo, sente perdere il suo potere su Nassau e intende abbandonare la colonia. Ma la figlia si rifiuta di seguirlo: decide di prendere il posto di suo padre e rimettere in piedi il suo sistema commerciale. Fra i suoi soci c’è il capitano Benjamin Hornigold, reggente del forte che protegge la città. Charles Vane però si impadronisce del forte, scaccia Hornigold e guadagna nei confronti di Eleanor un nuovo ruolo di potere.
Nel frattempo Billy scopre che Flint ha usato più volte il suo equipaggio per scopi personali e durante una tempesta Billy finisce fuori bordo mentre è solo con Flint. La ciurma sospetta che il capitano abbia ucciso Billy, così, al momento di lanciarsi all’inseguimento dell’Urca, l'equipaggio si ammutina. La battaglia con il galeone spagnolo avviene durante una forte tempesta. Le navi pirata hanno la peggio e si arenano su un’isola. Il mattino successivo, placata la tempesta, i pirati superstiti si accorgono che anche l’Urca ha fatto naufragio, e tutto il suo carico d’oro è sparso sulla spiaggia.

### Seconda stagione
I superstiti della Walrus studiano un modo per impossessarsi dell'oro dell'Urca de Lima, guardato da un contingente di soldati spagnoli. Flint, destituito dal comando per via dell'ammutinamento dei suoi uomini, si offre volontario per sequestrare una nave della scorta spagnola con cui tornare a Nassau a reclutare forze nuove per affrontare gli spagnoli. Catturata la nave, il quartiermastro Dufresne reclama il ruolo di capitano e avverte Flint dell'intenzione di riconsegnarlo a Nassau come traditore. Ma durante l'assalto a una nave, Flint approfitta di un errore di Dufresne per riaffermare il suo ruolo.
A Nassau Eleanor Guthrie deve affrontare il crudele capitano Ned Low che rifiuta di rispettare le regole del Consorzio. Vane decide di aiutare Eleanor massacrando Low e il suo equipaggio. A bordo della sua nave scoprono che il pirata teneva prigioniera Abigail Ashe, figlia del governatore della Carolina del Nord, Peter Ashe. Anne e Jack, dopo aver perso il rispetto di ogni pirata a causa dei crimini commessi, si dedicano con scarsi risultati alla gestione del bordello. Jack nomina Max padrona del bordello per premiare la sua capacità di carpire segreti e informazioni ai clienti. Max, in cambio, fa reclutare una ciurma per Jack.
Una volta sbarcati a Nassau, Silver scopre che i pescatori hanno recuperato un uomo vivo, ma privo di sensi: si tratta di Billy Bones. Silver dichiara che l'uomo appartiene al suo equipaggio e lo porta via, ma lo ricatta affinché questi non riveli di essere stato buttato fuori bordo dal capitano Flint. Billy accetta e viene riaccolto nella ciurma.
Flint nel frattempo viene a conoscenza che il forte di Nassau è in mano a Vane. Non fidandosi dell'uomo decide di assaltare il forte insieme a Hornigold. Falliti i primi bombardamenti dalla nave, Flint sbarca per parlamentare con Vane. Eleanor tenta di fare da mediatrice fra i due.
Quando Flint scopre che Vane ha con sé Abigail, insiste per farsela consegnare: restituirà gratuitamente la ragazza al padre in cambio della legittimazione di Nassau e dei suoi abitanti da parte del governo inglese. La sua proposta è accolta con entusiasmo da Eleanor, ma Vane è irremovibile e acconsente a consegnare Abigail solo in cambio della nave spagnola. Ma Eleanor fa fuggire Abigail in segreto per consegnarla a Flint, scatenando l'ira di Vane.
Nel frattempo Flint espone l'idea della legittimazione agli altri pirati, cercando di convincerli ad abbandonare temporaneamente il recupero dell'oro dell'Urca. Hornigold e molti altri uomini però non la pensano come lui e vogliono subito attaccare il forte per raggiungere il prima possibile l'oro dell'Urca. La situazione di stallo è risolta dalla notizia che gli spagnoli hanno riparato l'Urca e hanno portato via l'oro dall'isola. Svanita la promessa del bottino, Flint ottiene la fiducia dell'equipaggio e gli uomini di Hornigold. Dufresne propone poi a Hornigold di rapire Eleanor per consegnarla alla marina, ottenendo così la grazia per i loro crimini e la possibilità di tornare incolumi in Inghilterra.
La notizia della scomparsa dell'oro in realtà faceva parte di un inganno ideato da Silver. La verità era che gli spagnoli si erano ammalati di scorbuto ed erano troppo deboli per combattere. Silver può così andare a recuperare l’oro indisturbato. Si accorda quindi con Max, che gira la proposta a Jack. Il giorno dopo Jack si reca da Vane per chiedergli di usare il forte come deposito per l'oro in cambio di una parte sul bottino, ma trova il forte vuoto e un cadavere con una lettera. Il cadavere appartiene a Richard Guthrie, padre di Eleanor e nella lettera Vane promette alla ragazza che si riprenderà quello che gli spetta.
Avuta Abigail, Flint si reca con la sua nave dal governatore Peter Ashe che gli intima con un messaggio di scendere a terra senza il suo equipaggio. Flint obbedisce, consegna Abigail a suo padre e chiede la legittimazione di Nassau, ma il governatore rifiuta la proposta, fa prigioniero il pirata e lo condanna a morte. Nella tensione generale nessuno si accorge che Vane e i suoi avevano seguito la nave di Flint per poi attaccare a tradimento la sua ciurma. Catturata la nave, Vane è convinto da Billy ad andare a salvare Flint, ma in assenza di Vane alcuni membri della sua ciurma si ammutinano. Gli ammutinati, troppo pochi per governare la nave in mare aperto, si rivolgono a Silver chiedendogli i nomi di dieci prigionieri affidabili. Quando Silver scopre che una volta avuti i nomi, gli ammutinati uccideranno tutti gli altri si rifiuta di aiutarli e perciò viene torturato.
Billy e gli altri però riescono a liberarsi, riprendono il controllo della nave e liberano Silver. Vane riesce a salvare Flint e a tornare a bordo della nave spagnola: i due sono ora alleati e di comune accordo decidono di tornare indietro per prepararsi alla battaglia finale. A causa delle torture subite Silver perde una gamba, ma riceve la nomina di quartiermastro da Flint. Approfittando della morte dei suoi complici, Silver dice a Flint di aver scoperto che i due avevano in mente di mandare una seconda ciurma a rubare l'oro della Urca, omettendo di essere l'ideatore del piano. Nel frattempo a Nassau, Hornigold e Dufresne mettono in pratica il loro piano e ottengono la grazia, mentre il Consorzio si scioglie e molti pirati si danno alla fuga. Nel caos generale, Jack e il suo equipaggio tornano con il tesoro della Urca, mostrandolo a Max.

### Terza stagione
Flint e il suo equipaggio fanno guerra contro chiunque abbia preso posizione contro la pirateria. Max convince Anne e Jack a iniziare i lavori di riparazione nel forte a New Providence, ancora in rovina. Di ritorno in Inghilterra, a Eleanor viene offerto un accordo in cambio della sua vita e una nuova minaccia britannica emerge. Flint e la Walrus si imbattono in Hornigold che ora dà la caccia a tutti i capitani pirata e Flint convince il proprio equipaggio a entrare in una tempesta per evitare uno scontro impari. Scampata alla tempesta, la Walrus si ritrova bloccata in alto mare in una zona di bonaccia e tra Flint e Silver cresce la tensione. Nel frattempo, mentre i pirati di Vane e Rackham si preparano a difendersi dall'imminente arrivo dei britannici, a Nassau fa ritorno Edward Teach, meglio noto come "Barbanera", tornato in cerca del suo vecchio amico Charles Vane per chiedergli di venire con lui e farne così il suo "erede" nella pirateria.
La Walrus riesce ad approdare su un'isola, ma Flint e il suo equipaggio vengono catturati dagli isolani, condotti in un villaggio nascosto e imprigionati. Woodes Rogers, nominato nuovo governatore dell'isola di New Providence, dice a Eleanor che vuole lei come suo consigliere durante il suo trasferimento a Nassau. Jack fa saltare in aria il forte in modo che Vane, aiutato da Teach, possa fuggire. Flint, Silver e Billy si rendono conto che devono convincere i loro rapitori, schiavi fuggiti, che i loro interessi sono gli stessi.
Barbanera e Vane riescono a sfuggire dall'accerchiamento da parte della flotta di Rogers. Nel frattempo Flint dice a Silver che gli isolani li uccideranno per non rischiare che la posizione della loro isola venga rivelata; Silver costringe Flint a fare qualcosa per salvarli da una morte certa e così Flint convince gli isolani ad un'alleanza contro l'Inghilterra; ma deve sfidare Teach per determinare il destino e il futuro della pirateria. Flint e Silver tornano a Nassau per recuperare uomini e risorse.
Woodes Rogers arresta Rackham, costringendolo ad aiutarlo per recuperare il tesoro. Jack finge di collaborare, ma in realtà mette in allerta Anne, che scappa con il bottino. Rogers decide così di consegnare Jack agli spagnoli, cui egli aveva rubato il tesoro. Mentre Jack viene trasferito, però, Rogers viene attaccato da Vane e Anne che liberano Rackham e recuperano il tesoro, ma Vane stesso viene catturato. Nel frattempo, sulla Walrus, Billy finalmente trova un nuovo ruolo per se stesso nella battaglia imminente.
Eleanor visita Vane in prigione e raddoppia il suo impegno per la sua esecuzione. Più tardi, visita Rogers, che si è ammalato ed è costretto a letto dalla febbre. Rogers le concede il suo potere di emergenza per governare l'isola di New Providence fino a quando non si sarà ripreso. Sulla Walrus, Flint e Silver si liberano dall'inseguimento di Hornigold con una manovra pericolosa. A Nassau, Billy congegna un piano per guadagnare un po' di tempo ritardando il trasferimento di Vane a Londra. Rogers, invece, non è in grado di decidere a causa della febbre e quindi Eleanor ordina un processo accelerato per giustiziare Vane il giorno successivo. Billy si prepara a salvare Vane, ma Vane dal patibolo lo ferma, in quanto la sua morte darà inizio alla ribellione degli abitanti di Nassau. Teach viene poi informato dell'esecuzione di Vane.
Mentre Flint seppellisce il tesoro, Silver gli chiede quali siano le sue vere ragioni per la guerra contro gli inglesi e le tattiche per la prossima battaglia sull'isola. 
Il giorno dell'attacco, i britannici e la milizia di Hornigold riescono a prendere la spiaggia con una potenza di fuoco superiore, costringendo Flint e i suoi uomini a ritirarsi. Ma la ritirata fa parte del piano di Flint e Silver, che attirano gran parte dei nemici all'interno dell'isola e tendono loro un'imboscata. Nell'imboscata muore anche Hornigold. Nel frattempo, Rackham e Bonny si uniscono alla flotta di Barbanera, che cerca vendetta per la morte di Charles Vane. A Nassau, invece, Billy fa uccidere un capitano pirata perché passato dalla parte degli inglesi e invia una lettera in cui rivendica l'omicidio, firmandosi come Long John Silver, il re dei pirati.

### Quarta stagione
La guerra per Nassau è iniziata e gli equipaggi del Capitano Flint ed Edward Teach si preparano a sbarcare per invadere l'isola. Dopo essere caduti in una trappola di Woodes Rogers, i due capitani sono costretti a ritirarsi. Sopravvissuto alla battaglia, Long John Silver viene catturato da Israel Hands, un ex membro dell'equipaggio di Barbanera. Mentre Flint cerca il sostegno degli schiavi liberati dalle piantagioni nell'entroterra dell'isola, Barbanera blocca il porto di Nassau. Eleanor Guthrie, ora moglie di Woodes Rogers, escogita un piano per dirigersi a Filadelfia da suo nonno, uno dei più influenti esponenti dell'aristocrazia del Nuovo Mondo, per convincerlo a finanziare la loro causa contro i pirati. Rogers salpa allora per Port Royal per costringere Barbanera a seguirlo e a eludere il blocco per consentire così ad Eleanor di partire.
Nell'entroterra di New Providence, l'alleanza tra le ciurme pirata e i maroon è sempre più tesa dopo che Billy Bones e i suoi pirati li hanno traditi. Flint si riunisce poi a Silver che è riuscito ad avere l'alleanza di Israel Hands. Flint e Silver attaccano Nassau e riescono a riprenderne il controllo sconfiggendo il capitano Berringer, braccio destro di Rogers. Eleanor, Max e gli ultimi soldati fedeli a Rogers si barricano nel forte della città. Nel frattempo Barbanera, Jack Rackham e Anne Bonny raggiungono la nave di Rogers e ne segue una battaglia che termina però con la cattura di Barbanera e i suoi uomini. Jack e Anne assistono alla brutale esecuzione di Edward Teach da parte di Woodes Rogers. Quest'ultimo, dopo aver appreso della caduta di Nassau, decide di ritornare sull'isola, separandosi da Jack Rackham, Anne Bonny e gli altri pirati di Teach prigionieri che vengono trasportati a Port Royal per essere impiccati. Durante il viaggio, Jack, Anne e gli altri pirati riescono a liberarsi e a prendere il controllo della nave.
Eleonor sigla un accordo con il Capitano Flint: lei gli cederà il forte in cambio del tesoro della Urca de Lima. Impossibilitato a sbarcare a Nassau, Woodes Rogers fa vela per l'Avana, dove riesce ad ottenere l'appoggio dell'Impero Spagnolo per invadere New Providence e sconfiggere i pirati una volta per tutte. Con al seguito una flotta di navi da guerra spagnole, Rogers sbarca a Nassau iniziando l'invasione dell'isola. La Walrus riesce a scappare dal porto prima dell'inizio dell'invasione. Silver cerca di convincere Julius, leader di una banda armata di schiavi liberati da alcune piantagioni, di allearsi con loro per fronteggiare Rogers e gli spagnoli. Durante l'invasione, Eleanor rimane uccisa da un soldato spagnolo e anche Madi viene creduta morta. Flint, Silver e Max sono costretti a scappare da Nassau a bordo della Walrus e della nave di Jack Rackham, tornato sull'isola.
Mentre Flint e Silver ritornano al villaggio nascosto dei maroon per pianificare la riconquista di Nassau, Max convince Jack Rackham a dirigersi a Filadelfia per ottenere l'appoggio del nonno di Eleanor, che tuttavia all'inizio si rifiuta di appoggiare la causa dei pirati. Woodes Rogers, dopo aver ripreso il controllo dell'isola, è addolorato per la morte della moglie Eleanor, scoprendo anche che era incinta del loro figlio. Billy Bones è ora prigioniero di Rogers e lo convince che l'unico modo per sconfiggere i pirati è dividere i loro due leader, Flint e Silver, mettendoli l'uno contro l'altro. Si scopre inoltre che Madi, creduta morta assieme ad Eleanor, è viva e anche lei prigioniera di Rogers.
A Filadelfia Jack e Max riescono a ottenere l'appoggio della famiglia Guthrie trattando con Marion Guthrie, nonna di Eleanor. Nel frattempo Flint e Silver fanno ritorno a Nassau decisi a salvare Madi ma tra di loro c'è sempre più contrasto riguardo a quale dei loro piani sia il migliore. Long John intende infatti consegnare a Rogers il tesoro della Urca de Lima in cambio di Madi, mentre Flint ritiene che il tesoro sia troppo importante per la loro causa della riconquista di Nassau. I due vengono anticipati da Woodes Rogers, che, con la complicità di Billy, li costringe a seguirlo a Skeleton Island, una misteriosa isola remota, dove verrà effettuato lo scambio. Arrivati sull'isola, Flint ruba la cassa del tesoro dalla Walrus e sbarca sull'isola con l'intenzione di sotterrarla e metterla al sicuro. Long John, Israel Hands e altri pirati sbarcano per recuperare la cassa e uccidere Flint. Mentre Silver e Flint sono sull'isola, Woodes Rogers attacca la Walrus dandole fuoco e uccidendo la maggior parte dei pirati. Flint ha nascosto la cassa sotto terra ma prima che possa iniziare a combattere contro il suo vecchio amico Silver, i due segnano una tregua in seguito all'attacco di Rogers. Flint, Silver e i pirati sopravvissuti della Walrus vengono recuperati da Jack Rackham, arrivato anche lui a Skeleton Island.
Scoppia un'ultima battaglia tra l'Eurydice, la nave di Rogers, e i pirati di Flint, Silver e Rackham, al termine della quale Rogers viene sconfitto e Silver si ricongiunge con Madi. Flint e Silver tornano sull'isola per recuperare la cassa del tesoro. Qui però Long John Silver rivela a Flint di aver da tempo appreso di una piantagione a Savannah dove uomini dell'alta società londinese e dell'Impero reietti dalla società per diversi "crimini" vengono mandati in esilio. John ha scoperto che in questa piantagione si trova Thomas Hamilton, che Flint credeva morto da anni, mentre invece era stato qui confinato dalla sua famiglia per la sua scandalosa relazione omosessuale con James. Silver convince perciò Flint a rinunciare alla sua guerra per Nassau e ad andare in esilio in questa piantagione. Qui Flint, ritornato James McGraw, si ricongiunge con l'amato Thomas. Con l'aiuto dei Guthrie, Nassau è ritornata sotto il controllo di Max e dei pirati mentre Woodes Rogers è caduto in disgrazia braccato dai suoi creditori. Nella scena finale il capitano Jack Rackham e Anne Bonny, dopo aver imbarcato una nuova recluta di nome Mark Read (Mary Reade), si preparano a solcare i mari con una nuova bandiera pirata.

## Episodi
La prima stagione è stata trasmessa in prima visione assoluta su Starz dal 25 gennaio al 15 marzo 2014, la seconda dal 24 gennaio al 28 marzo 2015, la terza dal 23 gennaio al 26 marzo 2016, la quarta e ultima dal 29 gennaio al 2 aprile 2017.
In Italia, la prima stagione è andata in onda in prima visione satellitare sul canale AXN, della piattaforma Sky, dal 22 settembre al 27 ottobre 2014, la seconda dal 2 febbraio al 30 marzo 2015, la terza dal 26 gennaio al 29 marzo 2016; la quarta stagione viene trasmessa in prima visione satellitare sul canale Sky Atlantic dal 4 settembre al 9 ottobre 2017.
In chiaro, la prima stagione è stata trasmessa su Rai 4 dal 30 novembre 2015 al 18 gennaio 2016, la seconda dal 9 marzo al 6 aprile 2016, la terza invece è stata trasmessa dal 12 settembre al 10 ottobre 2017 su Cine Sony.
| Stagione         | Episodi | Prima TV originale | Prima TV Italia |
| ---------------- | ------- | ------------------ | --------------- |
| Prima stagione   | 8       | 2014               | 2014            |
| Seconda stagione | 10      | 2015               | 2015            |
| Terza stagione   | 10      | 2016               | 2016            |
| Quarta stagione  | 10      | 2017               | 2017            |

## Personaggi e interpreti

### Personaggi principali
- Tenente James McGraw / Capitano James Flint (stagioni 1-4), interpretato da Toby Stephens, doppiato da Angelo Maggi.
- Eleanor Guthrie (stagioni 1-4), interpretata da Hannah New, doppiata da Domitilla D'Amico.
- Long John Silver (stagioni 1-4), interpretato da Luke Arnold, doppiato da Gabriele Sabatini.
- Max (stagioni 1-4), interpretata da Jessica Parker Kennedy, doppiata da Benedetta Degli Innocenti.
- William "Billy Bones" Manderly (stagioni 1-4), interpretato da Tom Hopper, doppiato da Edoardo Stoppacciaro.
- Capitano Charles Vane (stagioni 1-3), interpretato da Zach McGowan, doppiato da Christian Iansante.
- Jack Rackham (stagioni 1-4), interpretato da Toby Schmitz, doppiato da Alessio Cigliano.
- Anne Bonny (stagioni 1-4), interpretata da Clara Paget, doppiata da Angela Brusa.
- Hal Gates (stagione 1), interpretato da Mark Ryan, doppiato da Paolo Marchese.
- Signor Scott (stagioni 1-3), interpretato da Hakeem Kae-Kazim, doppiato da Roberto Draghetti.
- Richard Guthrie (stagioni 1-2), interpretato da Sean Cameron Michael, doppiato da Saverio Indrio.
- Miranda Hamilton / Miranda Barlow (stagioni 1-3), interpretata da Louise Barnes, doppiata da Laura Romano.
- Lord Thomas Hamilton (stagione 2, guest star stagione 4), interpretato da Rupert Penry-Jones, doppiato da Francesco Bulckaen.
- Governatore Woodes Rogers (stagioni 3-4), interpretato da Luke Roberts, doppiato da Andrea Lavagnino.
- Capitano Edward Teach (stagioni 3-4), interpretato da Ray Stevenson, doppiato da Dario Oppido.
- Israel Hands (stagione 4), interpretato da David Wilmot, doppiato da Stefano Thermes.
- Madi (stagioni 3-4), interpretata da Zethu Dlomo, doppiata da Letizia Scifoni.
- Marion Guthrie (stagione 4), interpretata da Harriet Walter, doppiata da Noemi Gifuni.

### Personaggi ricorrenti
- Randall (stagioni 1-2), interpretato da Lawerance Joffe, doppiato da Franco Zucca.
- Dufresne (stagioni 1-3), interpretato da Jannes Eiselen (stagione 1) e Roland Reed (stagioni 2-3), doppiato da Emiliano Coltorti.
- Logan (stagioni 1-2), interpretato da Dylan Skews, doppiato da Andrea Lavagnino.
- Idelle (stagioni 1-4), interpretata da Lise Slabber, doppiata da Monica Bertolotti.
- Joshua (stagioni 1-2), interpretato da Richard Lukunku.
- Joji (stagioni 1-4), interpretato da Winston Chong.
- Capitano Hume (stagioni 1-2), interpretato da David Dukas, doppiato da Pino Insegno.
- Dottor Howell (stagioni 1-4), interpretato da Alistair Moulton Black.
- Frasier (stagioni 1-2, 4), interpretato da David Butler, doppiato da Antonio Palumbo.
- Signora Mapleton (stagioni 1-4), interpretata da Fiona Ramsey, doppiata da Daniela Nobili.
- Capitano Naft (stagioni 1-2), interpretato da Graham Weir.
- Capitano Benjamin Hornigold (stagioni 1-3), interpretato da Patrick Lyster, doppiato da Francesco Prando.
- Pastore Lambrick (stagioni 1-4), interpretato da Mark Elderkin, doppiato da Roberto Gammino.
- De Groot (stagioni 1-4), interpretato da Andre Jacobs, doppiato da Ambrogio Colombo.
- O'Malley (stagioni 1-2), interpretato da Karl Thaning.
- Muldoon (stagioni 1-3), interpretato da Richard Wright-Firth, doppiato da Alberto Bognanni.
- Capitano Geoffrey Lawrence (stagioni 1-2), interpretato da John Herbert.
- Eme (stagioni 1-4), interpretata da Sibongile Mlambo.
- Babatunde (stagioni 1-2), interpretato da Patrick Lavisa.
- Alice (stagioni 1-2), interpretata da Kelly Wragg.
- Dooley (stagioni 2-4), interpretato da Laudo Liebenberg.
- Augustus Featherstone (stagioni 2-4), interpretato da Craig Jackson, doppiato da Pasquale Anselmo.
- Jacob Garrett (stagioni 2-4), interpretato da Aidan Whytock.
- Signor Underhill (stagioni 2, 4), interpretato da Russel Savadier, doppiato da Roberto Stocchi.
- Signora Hudson (stagioni 3-4), interpretata da Anna–Louise Plowman, doppiata da Eleonora De Angelis.
- Reuben (stagioni 3-4), interpretato da Craig Hawks.
- Ellers (stagioni 3-4), interpretato da Wilson Carpenter.
- Colin (stagioni 3-4), interpretato da Rory Acton Burnell.
- La regina dei cimarroni (stagioni 3-4), interpretata da Moshidi Motshegwa, doppiato da Alessandra Cassioli.
- Ben Gunn (stagioni 3-4), interpretato da Chris Fisher, doppiato da Fabrizio Vidale.
- Kofi (stagioni 3-4), interpretato da Andrian Mazive.
- Juan Antonio Grandal (stagioni 3-4), interpretato da James Alexander (stagione 3) e Jorge Suquet (stagione 4), doppiato da Guido Di Naccio.
- Georgia (stagioni 3-4), interpretata da Nevena Jablanovic.
- Signor Soames (stagioni 3-4), interpretato da Adam Neill.

#### Prima stagione
- Singleton, interpretato da Anthony Bishop, doppiato da Massimo Corvo.
- Morley, interpretato da Jeremy Crutchley, doppiato da Pasquale Anselmo.
- Noonan, interpretato da Toni Caprari, doppiato da Stefano Alessandroni.
- Turk, interpretato da Quentin Hrog.
- Hamund, interpretato da Neels Clasen.
- Capitano Dyfed Bryson, interpretato da Langley Kirkwood, doppiato da Simone Mori.
- Hayes, interpretato da Dean McCoubrey.
- Albinus, interpretato da Garth Collins, doppiato da Stefano Mondini.
- Slade, interpretato da Frans Hamman.
- Crisp, interpretato da Jarrid Geduld.
- Capitano Lilywhite, interpretato da Graham Clarke.

#### Seconda stagione
- Ned Low, interpretato da Tadhg Murphy, doppiato da Stefano Crescentini.
- Meeks, interpretato da Brendan Murray, doppiato da Massimo Bitossi.
- Signor Holmes, interpretato da Nic Rasenti.
- Jenks, interpretato da Robert Hobbs, doppiato da Simone Mori.
- Abigail Ashe, interpretata da Meganne Young.
- Ammiraglio Hennessey, interpretato da Greg Melvill–Smith, doppiato da Gino La Monica.
- Vincent, interpretato da Adrian Collins.
- Nicholas, interpretato da Tyrel Meyer.
- Lord Peter Ashe, interpretato da Nick Boraine, doppiato da Fabrizio Pucci.
- Lord Alfred Hamilton, interpretato da Danny Keogh, doppiato da Bruno Alessandro.
- Charlotte, interpretata da Angelique Pretorius.
- Larson, interpretato da Martin Van Geems.
- Colonnello William Rhett, interpretato da Lars Arentz–Hansen, doppiato da Edoardo Nordio.
- Yardley, interpretato da Craig MacRae, doppiato da Alberto Bognanni.

#### Terza stagione
- Morte, interpretata da Jenna Saras e da Greig Rogers.
- Signor Dobbs, interpretato da Richard Lothian.
- Wayne, interpretato da Calvin Hayward.
- Capitano Chamberlain, interpretato da Jason Cope, doppiato da Massimo De Ambrosis.
- Palmer, interpretato da Martin Munro.
- Warren, interpretato da Gideon Lombard.
- Capitano Throckmorton, interpretato da Dan Robbertse, doppiato da Dario Penne.
- Udo, interpretato da Siv Ngesi.
- Tenente Perkins, interpretato da Francis Chouler.
- Maggiore Rollins, interpretato da Garth Breytenbach.
- Dottor Marcus, interpretato da Wayne Harrison.

#### Quarta stagione
- Capitano Berringer, interpretato da Chris Larkin, doppiato da Simone Mori.
- Tenente Utley, interpretato da Dale Jackson.
- Tenente Kendrick, interpretato da Clyde Berning.
- Giudice Adams, interpretato da Mike Westcott.
- Tenente Burrell, interpretato da Milton Schorr.
- Obi, interpretato da Sizo Mahlangu.
- Ruth, interpretata da Tinah Mnumzana.
- Tenente Werth, interpretato da Jason Delplanque.
- Zaki, interpretato da Apolinhalo Antonio.
- Julius, interpretato da Tony Kgoroge.
- Tom Morgan, interpretato da Anton Dekker.
- Primo ufficiale Molin, interpretato da Theo Landey.
- Rawls, interpretato da Nick Rebelo.
- Governatore Raja, interpretato da Ilay Kurelovic.
- Signor Oliver, interpretato da Jose Domingos.
- Joseph Guthrie, interpretato da Guy Paul.
- Adams, interpretato da Tyrone Keogh.
- Signor McCoy, interpretato da Ron Smerczak.

## Produzione
La serie venne ordinata nel maggio 2012 con una prima stagione composta da 8 episodi. Il 26 giugno 2013, durante il San Diego Comic-Con e mesi prima dell'inizio della trasmissione della prima stagione, Starz commissionò la produzione di una seconda stagione di 10 episodi. La serie venne rinnovata per una terza stagione di 10 episodi il 12 ottobre 2014, prima ancora che la seconda iniziasse ad essere trasmessa. Il 31 luglio 2015, la serie ottenne il rinnovo anche per la quarta stagione di 10 episodi, mesi prima dell'inizio della terza.
Il 20 luglio 2016, Starz annunciò che la quarta stagione, in uscita nel 2017, sarebbe stata l'ultima della serie.
La copertina pubblicitaria della serie televisiva è stata realizzata in collaborazione con il fotografo Luca Pierro.

## Colonna sonora
La colonna sonora di Black Sails è stata composta da Bear McCreary.

### Black Sails (A Starz Original Series Soundtrack)
Il 28 gennaio 2014 venne rilasciata la colonna sonora della prima stagione della serie televisiva.
Edizioni musicali Sparks & Shadows.
1. Theme from Black Sails – 3:17
2. Nassau Shores – 2:11
3. L'urca de Lima – 3:31
4. The Banner of Captain Flint – 3:35
5. Captain Kidd – 2:38
6. On the Beach – 3:26
7. Wondrous Love – 1:57
8. The Wrecks – 3:54
9. Silver Overboard – 4:39
10. A Nation of Thieves – 3:22
11. All Saints – 2:19
12. Black Sails Theme and Variations – 3:36
13. Streets of Nassau – 1:47
14. The Andromache – 5:17
15. Clamanda – 1:15
16. Vane's Visions – 1:41
17. Funeral at Sea – 10:26
18. The Parson's Farewell – 4:49
19. Pieces of Eight – 10:22
20. Black Sails Main Title – 1:33
21. The Golden Vanity (feat. Doug Lacy) – 2:27